# Cancion Nacional Chilena
Cancion Nacional Chilena é o hino nacional do Chile até 1847. Foi escrito por Bernardo de Vera y Pintado e composta por Manuel Robles.